# Вудс, Джозеф
Джозеф Вудс (24 августа 1776, Сток-Ньюингтон — 9 января 1864, Льюис) — английский архитектор, ботаник и геолог. Член Общества антикваров и почётный член Общества британских архитекторов, член Линнеевского общества и член Геологического общества Лондона в знак признания его научных исследований.

## Биография
Родился в деревне Сток-Ньюингтон, в нескольких милях к северу от Лондонского Сити в семье Мэри (или Маргарет) Хоар, дочери Сэмюэля Хоара (1716—1796), лондонского торговца ирландского происхождения, и Гризелл Гурнелл (1722? — 1802) из Илинга. Хоары жили на нынешней Стоук-Ньюингтонской церковной улице, напротив Клиссолд-парка. в 1824 году; Сэмюэль Хоар-младший был банкиром и аболиционистом.
Его отец, Джозеф Вудс старший, был аболиционистом. Он и Сэмюэл Хоар-младший были одними из основателей Лондонского комитета по отмене рабства, предшественника Комитета по отмене работорговли.
Начальное образование Джозеф Вудс получил дома, где родители обучали его латыни, греческому, современному греческому, ивриту, итальянскому и французскому языкам. Позже (примерно в 16 лет) он изучал архитектуру под руководством Даниэля Ашера Александера.

### Архитектура
Вудс около 1790 года разработал проект и построил дом Клиссолд в Сток-Ньюингтоне для своего дяди Джонатана Хоара. В 1806 году он основал Лондонское архитектурное общество и стал его первым президентом. В 1816 году, сразу после окончания Наполеоновских войн, он получил возможность путешествовать по континенту и посетил Францию, Швейцарию и Италию, изучая их архитектуру и ботанику. На основе этого опыта в 1828 году была опубликована его книга «Письма архитектора».

### Ботаника
После 1835 года интерес Джозефа Вуда к архитектуре уступил место другой его страсти — ботанике. За много лет до этого он завершил исследование рода Rosa, которое было опубликовано в журнале Transactions of the Linnean Society в 1818 году под названием Synopsis of the British Species of Rosa и закрепило за Вудсом репутацию ботаника-систематика. Оставив архитектуру в стороне, он теперь мог более полно посвятить себя ботанике, и его ботанические заметки, сделанные во время путешествий по континенту и Великобритании, были опубликованы в Companion to the Botanical Magazine в 1835 и 1836 годах, а также в последующих томах The Phytologist, начиная с 1843 года.
В 1850 году опубликовал «Флору туриста: описательный каталог цветковых растений и папоротников Британских островов, Франции, Германии, Швейцарии, Италии и Итальянских островов», составленный на основе его многочисленных полевых исследований по Европе и Британским островам.
В его честь назван род папоротников Woodsia.